# Marcus Claudius Marcellus
Marcus Claudius Marcellus (268 př. n. l. – 208 př. n. l.) byl římský politik a vojevůdce.
Tento římský velitel byl od roku 216 př. n. l. pětkrát zvolen konsulem republiky, bojoval v Galské válce roku 225 př. n. l. a ve druhé punské válce. Marcellus získal nejvyšší ocenění, kterého mohl jako generál dosáhnout – spolia opima, válečná kořist, servaná z nepřátelského vojevůdce v souboji muže proti muži; Roku 222 př. n. l. v bitvě o Clastidium totiž zabil Galského vůdce a krále Viridomara přímo na bitevním poli a vzal si jeho zbroj, kterou později "daroval" Jupiterovi.
Také se proslavil dobytím opevněného města Syrakusy, kde byl během zdlouhavého obléhání zabit slavný vynálezce a matematik Archimedes. V poslední fázi punské války dostal Marcus Claudius Marcellus na starost Sicilii, za krutost s jakou postupoval však sklidil kritiku senátu. Zemřel během průzkumné mise ve Venusii roku 208 př. n. l., kde byl přepaden početnějším Numidským jezdectvem. Jeho smrt byla však jednou z posledních vážných ran, které Kartágo zasadilo Římu. I po ukončení druhé punské války roku 201 př. n. l. byl Marcellus oslavován jako válečný hrdina a významný římský vojevůdce.
Zanechal po sobě odkazy v podobě mnoha vojenských vítězství a obnovení římské legendy spolia opima, které prý za celou historii Říma dosáhl jako jeden ze tří.
Nejúplnějším zdrojem informací o Marcellovi je kniha "Život Marcella", kterou napsal historik Plutarchos a ve které například líčí slavný souboj s Viridomarusem (ovšem tak důkladně, že se pohybuje na hranici věrohodnosti).